# Punta Nizuc

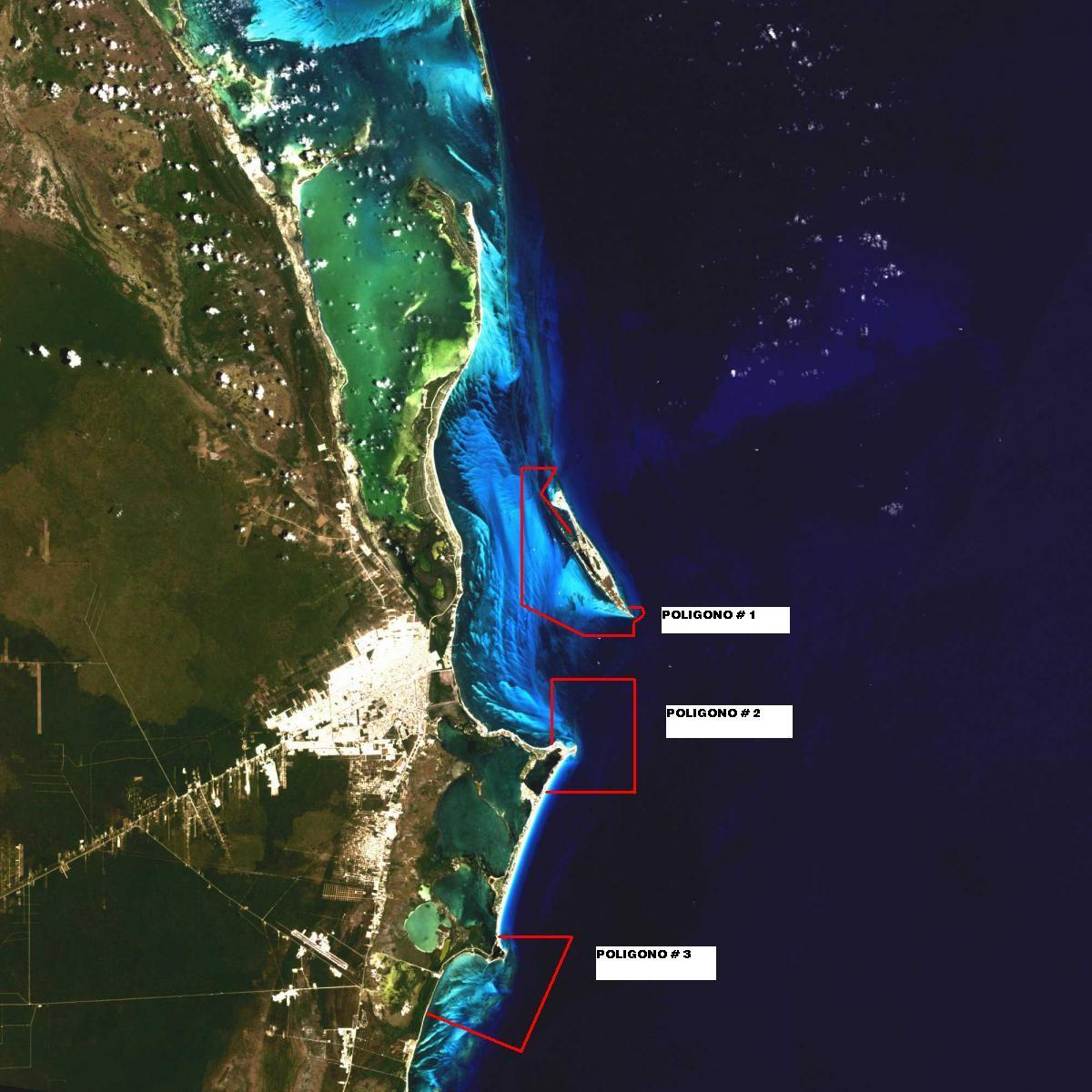
Punta Nizuc, gekennzeichnet als Poligono 3 im Nationalpark.

Punta Nizuc im mexikanischen Bundesstaat Quintana Roo ist ein sandiger Landvorsprung am südlichsten Ende der Isla Cancún.

## Lage
Das Gebiet gehört zum Hauptriff, das parallel zur Küstenlinie an der Halbinsel Yucatán verläuft. Es beherbergt zahlreiche Korallenformationen und ist seit 1996 Teil des Nationalparks Costa Occidental de Isla Mujeres, Punta Cancún y Punta Nizuc.

## Puntas
Auf der Halbinsel Yucatán wird der Begriff Punta genutzt, um Formationen, die in Verbindung zur Küstenlinie stehen, zu bezeichnen.

## Kunst
- La Jardinera del la Esperanza (The Garden of Hope), in 4 m Wassertiefe vor Punta Nizuc, Unterwasserskulptur von Jason deCaires Taylor